# Falco (motorfiets)
Falco is een historisch merk van motorfietsen.
Deze werden gebouwd door: Ditta Erminio di Giovanni, Vercelli van 1950 tot 1953.
Het was een klein Italiaans merk dat motorfietsen maakte met 98- en 147 cc Sachs-blokken.